# Grigorij Siwkow
Grigorij Flegontowicz Siwkow (ros. Григорий Флегонтович Сивков, ur. 10 lutego 1921 we wsi Martynowo w guberni permskiej (obecnie w Kraju Permskim), zm. 20 listopada 2009 w Moskwie) – radziecki lotnik wojskowy, generał major lotnictwa, dwukrotny Bohater Związku Radzieckiego (1944 i 1945).

## Życiorys
W 1939 ukończył technikum lotnicze i aeroklub w Permie, pracował jako technik w zakładzie lotniczym, od grudnia 1939 służył w Armii Czerwonej, w 1940 skończył wojskową lotniczą szkołę pilotów w Mołotowie (obecnie Perm). Był lotnikiem w Kijowskim Specjalnym Okręgu Wojskowym, od grudnia 1941 uczestniczył w wojnie z Niemcami jako lotnik pułku lotnictwa bombowego, a od maja 1942 do maja 2945 kolejno dowódca klucza, zastępca dowódcy i dowódca eskadry i nawigator (szturman) 210 pułku lotnictwa szturmowego. Od grudnia 1941 do lipca 1942 walczył na Froncie Południowym, w lipcu-sierpniu 1942 Północno-Kaukaskim, od sierpnia 1942 do stycznia 1943 w składzie Północnej Grupy Wojsk Frontu Zakaukaskiego, od stycznia do listopada 1943 ponownie Północno-Kaukaskim, od listopada 1943 do maja 1943 w składzie Samodzielnej Armii Nadmorskiej, a od lipca 1944 do maja 1945 na 3 Froncie Ukraińskim. Brał udział w walkach w Donbasie, bitwie o Charków, bitwie o Kaukaz, operacji noworosyjsko-tamańskiej, krymskiej, jasko-kiszyniowskiej, belgradzkiej, budapeszteńskiej i wiedeńskiej. 24 czerwca 1942 został ranny. Wykonał 247 lotów bojowych, atakując siłę żywą i technikę wojskową wroga. Po wojnie był nawigatorem pułku lotnictwa szturmowego w Centralnej Grupie Wojsk w Austrii, w 1952 ukończył Wojskowo-Powietrzną Akademię Inżynieryjną im. Żukowskiego i został lotnikiem doświadczalnym w Naukowo-Badawczym Instytucie Sił Powietrznych, w 1956 ukończył adiunkturę Wojskowo-Powietrznej Akademii Inżynieryjnej im. Żukowskiego, której następnie został wykładowcą i kierownikiem laboratorium. W 1975 został generałem majorem inżynierem, a w 1984 generałem majorem lotnictwa, w styczniu 1986 został zwolniony do rezerwy. W 1973 otrzymał honorowe obywatelstwo Permu. Pochowano go na Cmentarzu Nowodziewiczym.

## Odznaczenia
- Złota Gwiazda Bohatera Związku Radzieckiego (dwukrotnie - 4 lutego 1944[1] i 18 sierpnia 1945)
- Order Lenina
- Order Rewolucji Październikowej (21 lutego 1978)
- Order Czerwonego Sztandaru (trzykrotnie - 9 września 1942, 27 kwietnia 1943 i 14 lutego 1945)
- Order Aleksandra Newskiego (30 września 1944)
- Order Wojny Ojczyźnianej I klasy (dwukrotnie - 17 czerwca 1943 i 11 marca 1985)
- Order Czerwonej Gwiazdy (26 października 1955)
- Medal „Za zasługi bojowe” (15 listopada 1950)
- Order 9 września 1944 II klasy z Mieczami (Ludowa Republika Bułgarii, 14 września 1974)

I medale ZSRR oraz medale zagraniczne.